# Copa del Món de Futbol de 1962 - Grup 4
El Grup 4 de la Copa del Món de Futbol 1962, disputada a Xile, estava compost per quatre equips, que s'enfrontaren entre ells amb un total de 6 partits. Els dos millors classificats passaren a jugar la segona fase, els quarts de final.

## Integrants
El grup 4 està integrat per les seleccions següents:
| Hongria | Anglaterra | Argentina | Bulgària |
| ------- | ---------- | --------- | -------- |

## Classificació
| Pos | Equip      | PJ | PG | PE | PP | GF | GC | GR    | Pts | Classificació           |
| --- | ---------- | -- | -- | -- | -- | -- | -- | ----- | --- | ----------------------- |
| 1   | Hongria    | 3  | 2  | 1  | 0  | 8  | 2  | 4,000 | 5   | Avança a la segona fase |
| 2   | Anglaterra | 3  | 1  | 1  | 1  | 4  | 3  | 1,333 | 3   | Avança a la segona fase |
| 3   | Argentina  | 3  | 1  | 1  | 1  | 2  | 3  | 0,667 | 3   |                         |
| 4   | Bulgària   | 3  | 0  | 1  | 2  | 1  | 7  | 0,143 | 1   |                         |

## Partits

### Argentina vs Bulgària
| Argentina  | 1–0     | Bulgària |
| ---------- | ------- | -------- |
| Facundo 4' | Informe |          |

### Hongria vs Anglaterra
| Hongria                | 2–1     | Anglaterra       |
| ---------------------- | ------- | ---------------- |
| Tichy 17' · Albert 71' | Informe | Flowers 60' (p.) |

### Anglaterra vs Argentina
| Anglaterra                                    | 3–1     | Argentina      |
| --------------------------------------------- | ------- | -------------- |
| Flowers 17' (p.) · Charlton 42' · Greaves 67' | Informe | Sanfilippo 81' |

### Hongria vs Bulgària
| Hongria                                           | 6–1     | Bulgària    |
| ------------------------------------------------- | ------- | ----------- |
| Albert 1', 6', 53' · Tichy 8', 70' · Solymosi 12' | Informe | Sokolov 64' |

### Hongria vs Argentina
| Hongria | 0–0     | Argentina |
| ------- | ------- | --------- |
|         | Informe |           |

### Anglaterra vs Bulgària
| Anglaterra | 0–0     | Bulgària |
| ---------- | ------- | -------- |
|            | Informe |          |